# Wilhelm Kleinenbroich

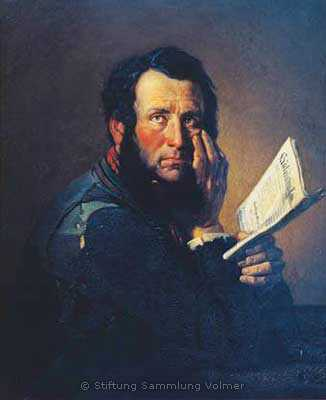
Selbstporträt. In der Hand hält der Maler eine Ausgabe der Kölnischen Zeitung, 1845. Stiftung Sammlung Volmer

Wilhelm Kleinenbroich (* 12. oder 20. April 1812 in Köln; † 21. Juni 1895 in Köln-Lindenthal) war ein deutscher Maler.

## Leben
Kleinenbroich war der Sohn des Samtwebers Edmund Kleinenbroich (* 10. Mai 1786) und dessen Frau Anna Margaretha (geborene Thomae [Thome, Tomé], * 1786 † 6. Mai 1830). Er erlernte die Malerei bei Simon Meister in Köln, dem er 1835 mit Nikolas Meister und Michael Welter bei der Herstellung einer Karnevalsdekoration für den Gürzenich half. Außerdem bildete er sich in Düsseldorf weiter, an oder im Umfeld der Kunstakademie Düsseldorf. Daher wird er zur Düsseldorfer Malerschule gezählt, so 1843 auch von dem Kritiker Gustav Kühne, der ihn dabei mit den Worten „ein entsetzlich flauer Pinsel“ schmähte.
Kleinenbroichs künstlerisches Schaffen in der ersten Hälfte des 19. Jahrhunderts muss in enger Verbindung mit seinem sozialkritischen Engagement gesehen werden: Nach dem Studium wurde er Zeichenlehrer im Kölner Arbeiterbildungsverein, wo neben ihm Sozialisten und Kommunisten wie Heinrich Bürgers und Hermann Becker unterrichteten, war 1848 Gründungsmitglied des Kölner Arbeitervereins und aktiver Teilnehmer der Revolution von 1848.
Nach der gescheiterten Revolution zog Kleinenbroich sich von der Politik zurück und lebte von Dekorations- und Porträtmalerei. Nach dem militärischen und politischen Aufstieg Preußens in den 1860er Jahren und der Reichsgründung von 1871 söhnte Kleinenbroich sich offenbar sogar mit der preußischen Monarchie aus und entwarf pro-preußische Dekorationen und Entwürfe für den Karneval.
Um 1857 heiratete Kleinenbroich Amalia Plittersdorf, mit der er zwei Töchter hatte. Wilhelmina Kleinenbroich (* 1858; † 24. Februar 1867) und Carolina Kleinenbroich (* 1859; † 11. April 1863).

## Bedeutende Werke

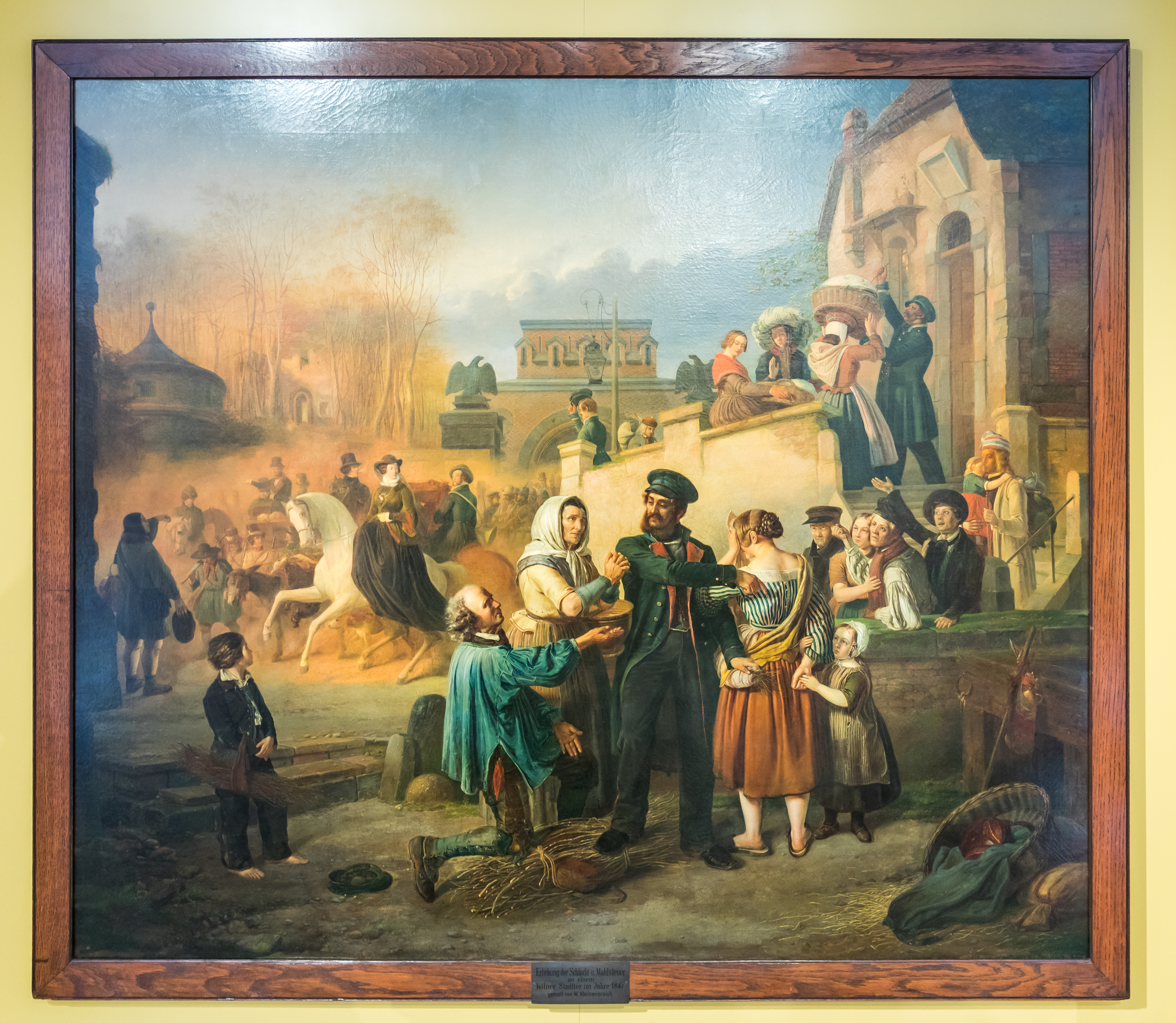
Eintreibung der Mahl- und Schachtsteuer, 1847, Kölnisches Stadtmuseum

Unter Kleinenbroichs Werken ragt das 1847 entstandene sozialkritische Gemälde Eintreibung der Mahl- und Schlachtsteuer heraus. Der Sozialhistoriker Hans-Heinrich Bass sieht in diesem Werk – ähnlich wie in Hübners Bild  Die Schlesischen Weber von 1844 – eine neue Qualität in der Darstellung sozialer Probleme mit malerischen Mitteln. Kleinenbroich stelle den verbreiteten Nahrungsmangel in den „hungrigen 1840er Jahren“ als Konflikt zwischen zwei sozialen Gruppen dar:

„Kleinenbroichs Bild ist pars pro toto betitelt, da es nämlich als Zentralgruppe Holzsammler in der Auseinandersetzung mit einem Zöllner vor einem Stadttor zeigt und eigentlich nur im Mittelgrund rechts oben die Eintreibung der Mahl- und Schlachtsteuer für eingeführtes Korn dargestellt wird.
Das Gemälde weist einen Hiatus auf zwischen Hintergrund und Vordergrund, ersterer wird durch Farbgebung (der von den Reitern aufgewirbelte Staub) und flächige Darstellung (durch die Staubwolke bedingt ist kaum Luftperspektive vorhanden) zur Folie, gegen die die Vordergrundszenen zu betrachten sind. Die beiden Teile sind miteinander verbunden lediglich durch die Blickrichtung des etwas abseits stehenden Knaben vorne links und den Fingerzeig des Mannes (in der Tracht eines Malers?) vorne rechts. Dennoch erscheint gerade diese weitgehende Unverbundenheit analytisch bedeutsam: Während die erwachsene Generation der armen Leute mit dem unmittelbaren Staatsvertreter handelt und diese Szene auch das ängstliche, an die Mutter sich klammernde Mädchen vorne rechts ganz in seinen Bann zieht, so ist der räumlich (buchstäblich) und sozial (als einer der schon selbst Holz sammelt) selb–ständige Knabe der Angelpunkt für die sonst auseinanderfallenden Teile des Bildes. Nur ihm wird der Januskopf des Staatsapparates sichtbar, der, als Offizier personifiziert, von der Mittelgrundtribüne die Mütze zieht vor der hohen Gesellschaft im Hintergrund [deren mitgeführtes Wildbret nicht der Steuer unterlag], aber unten (also im Bildvordergrund), in der Person eines Zollbeamten, die Armen drangsaliert: zwei zusammengehörende Aspekte des Staates, dessen Einheit räumlich hergestellt wird durch die Einfügung dieser beiden Staatsvertreter zwischen die abstrakten Staatssymbole des Hintergrundes, die sich zueinanderneigenden Adler. Indem es nun aber gerade ein Knabe ist, der diesen Angelpunkt herstellt, hat die Gesellschafts- und Staatsanalyse des Bildes ein utopisches Moment: Die Bevölkerung ist zu ihr noch nicht fähig, ihre Träger wachsen erst heran.
Nach den Generalproben der 1840er Jahre betreten diese neuen Kräfte in der Revolution von 1848 erstmals die politische Bühne, eine neue Epoche bricht an.“

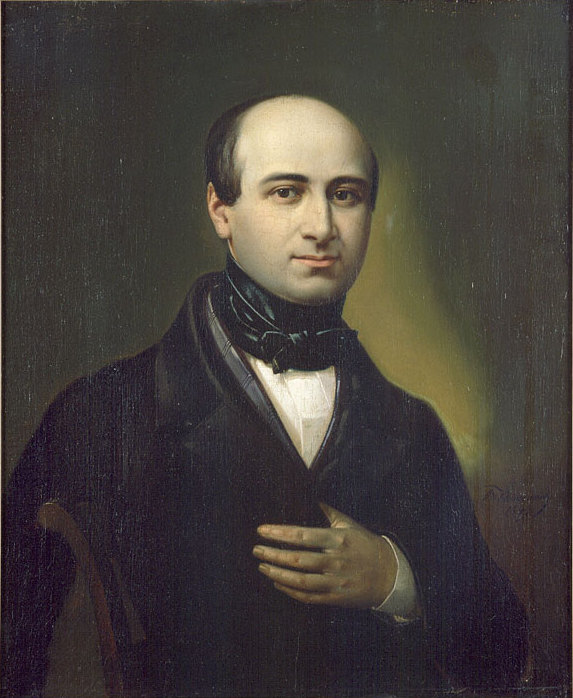
Porträt des Kölner Armenarztes und Revolutionärs Andreas Gottschalk, 1849

Repressive Aktivität der preußischen Obrigkeit und das verschärfte soziale Klima in der Zeit des Vormärz hatte Kleinenbroich bereits 1843 mit dem Bild Verbot der Rheinischen Zeitung festgehalten. Dass Kleinenbroich insbesondere die soziale Situation der Arbeiter und Besitzlosen im Auge hatte, zeigt das Bild eines Arbeiters unter dem Titel Der Proletarier, das er 1846 ausstellte. Es weist ihn als einen Maler der frühen Arbeiterbewegung aus.
Zeugnis der sozialkritischen und revolutionären Gesinnung Kleinenbroichs ist auch die Bilderserie Cölner Hänneschen Theater Anno 1848, in der das Puppentheater als Allegorie der Revolution fungiert.
Ein weiteres wichtiges Werk dieser Schaffensperiode Kleinbroichs ist das aus dem Jahr 1849 stammende Porträt des Kölner Armenarztes und Revolutionärs Andreas Gottschalk.
Dass Kleinenbroichs Malerei zu gesellschaftspolitischen Fragen seiner Zeit engagiert und parteilich Stellung bezog, wurde schon damals von Teilen der Kunstkritik als unkünstlerisch beurteilt und abschätzig zur Tendenzmalerei des 19. Jahrhunderts gezählt.

## Ausstellungen (Auswahl)
Ausstellungen des Kölnischen Kunstvereins
- 1841 Plünderung einer persischen Caravane durch Turkomannen
- 1843 Rekruten vor einer Schenke und Hessisches Liebespaar
- 1844 Germania
- 1846 Der Proletarier und Die Vesperstunde
- 1848 Der verdorbene Kirmessspass

Kölnische Stadtmuseum
- Revolution! Dem Maler Wilhelm Kleinenbroich zum 200. Geburtstag vom 23. Juni bis zum 23. September 2012. Retrospektive zeigte erstmals das gesamte Spektrum von Kleinenbroichs künstlerischem Schaffen.[3] Präsentiert wurden Karnevalsdekorationen von 1835, Porträts aus Museums- und Privatbesitz, sozialkritische Bilder und Entwürfe für den Rosenmontagszug 1872. Im Mittelpunkt der Ausstellung stand eine der seltenen erhaltenen schwarz-rot-goldenen Fahnen von 1848 aus den Beständen des Kölnischen Stadtmuseums. Gezeigt wurden auch Kleinenbroichs Grafiken und Aquarelle zur Revolution in Köln.